# Takács Zoltán (labdarúgó)
Takács Zoltán (Budapest, 1983. november 26. –) válogatott magyar labdarúgó.

## Pályafutása
Takács karrierje első négy és fél évét a Honvédben töltötte, a legerősebb magyar osztályban, az NB1-ben, kivéve a 2003–04 szezont, amikor a Honvéd az NB II-ben játszott. A magyar első osztályban 115 mérkőzést játszott és 8 gólt szerzett.
A 2003–04 szezonban a Honvéd, másodosztályú csapatként, bejutott a Magyar kupa döntőjébe, ahol 3-1-re kikapott a Fraditól. A teljesítményükkel bejutottak a 2004-05-ös UEFA kupa selejtezőibe, ahol tizenegyespárbaj után kiütötték a lengyel Amica Wronki csapatát a selejtező második fordulójában.
2006-ban, a Honvéd edzőjét Aldo Dolcettit Supka Attila váltotta. Az edzőváltás után Supka Attila elküldött pár játékost a csapatból, akik közt volt Takács Zoltán is, és a Debrecenhez igazolt ingyen.
2009 tavaszát az olasz SPAL 1907 csapatában töltötte. Július 4-én az Újpest szerződtette Takácsot. Takács szerződése 2012-ben jár le.

## Statisztika

### Mérkőzése a válogatottban
| Magyarország | Magyarország       | Magyarország | Magyarország | Magyarország | Magyarország       | Magyarország | Magyarország | Magyarország |
| #            | Dátum              | Helyszín     | Hazai        | Eredmény     | Vendég             | Kiírás       | Gólok        | Esemény      |
| ------------ | ------------------ | ------------ | ------------ | ------------ | ------------------ | ------------ | ------------ | ------------ |
| 1.           | 2005. december 18. | Miami (USA)  | Magyarország | 3 – 0        | Antigua és Barbuda | barátságos   | -            | 87'          |
|              | Összesen           |              |              | 1            | mérkőzés           |              | 0            | gól          |